# Hippolyte (Amazone)
Pour les articles homonymes, voir Hippolyte.

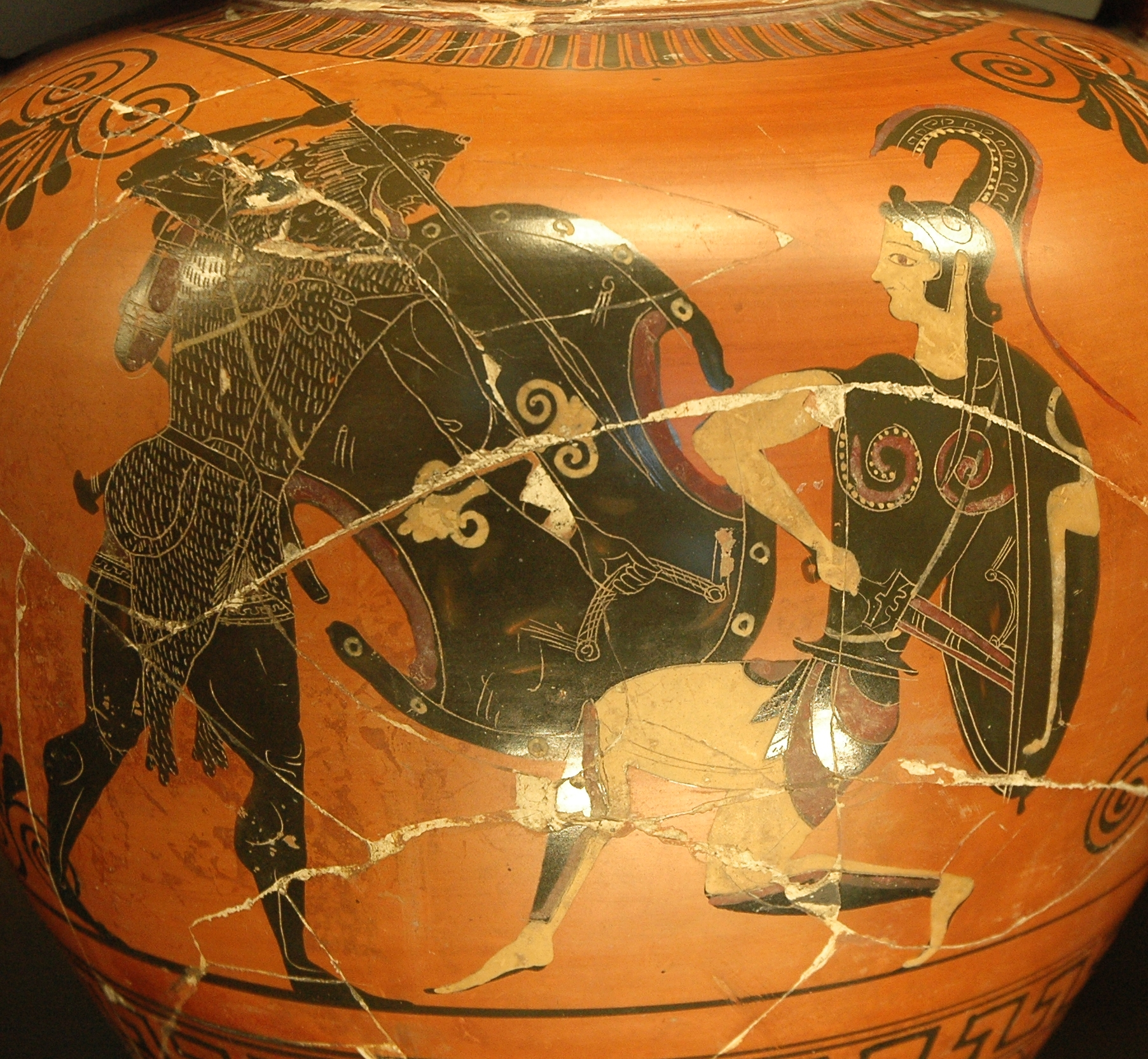
Héraclès combattant Hippolyte amphore attique à figures noires, v. 530–520 av. J.-C., musée du Louvre.

Dans la mythologie grecque, Hippolyte ou Hippolyté (en grec ancien Ἱππόλυτη / Hippólutê, dérivé de ἵππος / híppos, « le cheval », et de λύειν / lúein, « délier ») est une reine des Amazones, fille d'Arès et Otréré. Les mythes à son sujet sont suffisamment variés pour qu'ils puissent concerner plusieurs femmes partageant le même nom.

## Mythe antique

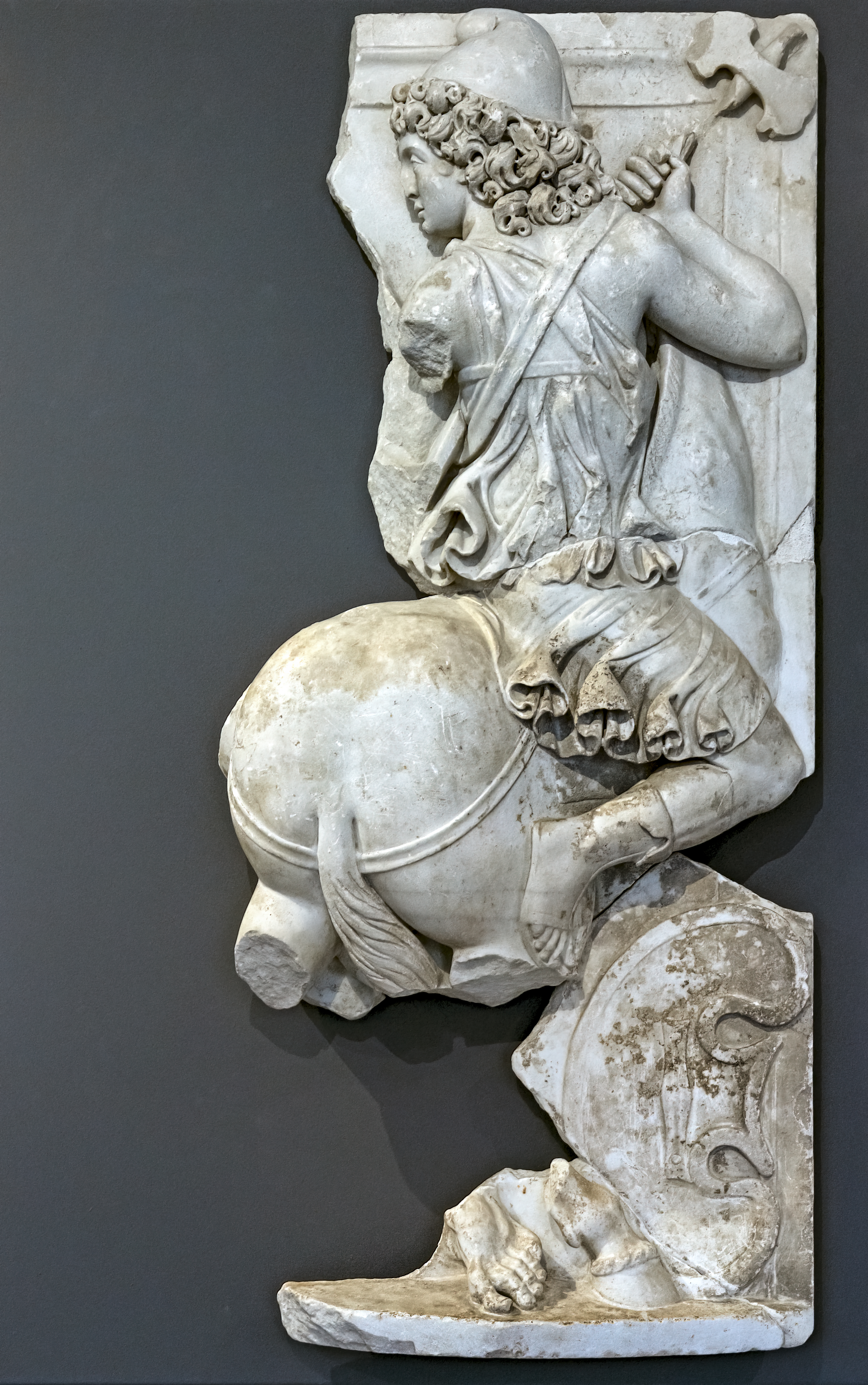
Hercule et la reine des Amazones, relief sculpté découvert sur le site de la villa romaine de Chiragan, fin du IIIe siècle, musée Saint-Raymond de Toulouse.

La légende d'Hippolyte dans l'Antiquité diffère beaucoup selon les sources. Elle se confond tantôt avec Antiope, elle aussi reine des Amazones — l'une ou l'autre étant d'ailleurs désignée comme mère d'Hippolyte, fils de Thésée. Elle mena une guerre qu'elle perdit contre Athènes.
Hippolyte est surtout célèbre pour sa ceinture, objet du neuvième des douze travaux d'Héraclès. Il s'agissait pour lui de s'emparer de la ceinture d'Hippolyte qui lui fut donnée par son père, et que convoitait la fille d'Eurysthée. Alors qu'il allait s'en emparer, la déesse Héra sema la panique et le héros tua Hippolyte. Selon une autre version, c'est la sœur d'Hippolyte qui est tuée, tandis que la reine est par la suite elle-même enlevée par Thésée. Selon une autre version encore, c'est Penthésilée qui la tue et devient reine à sa place. Certains auteurs font de Oeolyce la propriétaire de la ceinture.
Chez certains auteurs, Héraclès fit prisonnier Mélanippe, la sœur d'Hippolyte, qui lui remit la ceinture comme prix de sa liberté.

## Dans les arts après l'Antiquité

### Littérature
La Ceinture d'Hippolyte est le titre d'une nouvelle du recueil d'Agatha Christie Les Travaux d'Hercule, une série d'enquêtes du détective Hercule Poirot construite par allusions au mythe des travaux d'Héraclès.

### Peinture
Vers 1495, Vittore Carpaccio réalise un tableau titré L'Ambassade qu'Hippolyte, la reine des Amazones envoie à Thésée, roi d'Athènes.
En 1979, l'artiste féministe américaine Judy Chicago réalise une œuvre intitulée The Dinner Party (Le Dîner festif), aujourd'hui exposée au Brooklyn Museum, où elle inclut l'Amazone Hippolyte parmi les 1 038 femmes qu'elle y représente. L'œuvre se présente sous la forme d'une table triangulaire de 39 convives (13 par côté), chaque convive étant une femme, figure historique ou mythique. Les noms des 999 autres femmes figurent sur le socle de l'œuvre. Le nom d'Hippolyte figure sur le socle : septième convive de l'aile I de la table, elle y est associée aux Amazones.

### Bande dessinée
Le comic Wonder Woman, créé par  William Moulton Marston en 1941, met en scène une réécriture du mythe des Amazones dans laquelle Hippolyte apparaît en tant que personnage secondaire, le personnage principal étant Wonder Woman, une super-héroïne issue de ce peuple. 

### Cinéma
Les adaptations au cinéma inspirées des comics mettant en scène le personnage de Wonder Woman mettent en scène une version du mythe des Amazones qui réutilise notamment le personnage d'Hippolyte. Elle apparaît ainsi dans les films Wonder Woman (2017) et Wonder Woman 1984 (2020). Son rôle est joué par Connie Nielsen.

## Sources
- Pseudo-Apollodore, Épitome [détail des éditions] [lire en ligne] (V, 1-7).
- Apollonios de Rhodes, Argonautiques [détail des éditions] [lire en ligne] (II).
- Sénèque, Hercule furieux (II, 1).

## Référence
1. 1 2  Lucien 2015, p. 532
2. ↑  , sur le site cosmovisions.com.
3. ↑  Robert Graves (1955) The Greek Myths
4. ↑  Apollonios de Rhodes, Argonautiques, II, 966-969.
5. ↑  Musée de Brooklyn - Centre Elizabeth A. Sackler - Hippolyte